# Frank B. Livingstone
Frank B. Livingstone (8 de dezembro de 1928 – 21 de março de 2005) foi um antropólogo biológico norte-americano.

## Infância e educação
Livingstone nasceu em Winchester (Massachusetts), filho de Guy P. Livingstone e Margery Brown Livingstone. Ele se formou no colegial em 1946 e recebeu seu diploma de bacharel em matemática na Universidade de Harvard em 1950. Ele completou o doutorado em 1957 e ingressou no corpo docente de antropologia da Universidade de Michigan em 1959, onde se tornou Professor Emérito de Antropologia Biológica.

## Carreira
A principal área de pesquisa de Livingstone foi a variação genética nas populações humanas modernas. Por seu trabalho pioneiro sobre a anemia falciforme, foi agraciado com o Prêmio Martin Luther King da Conferência de Liderança Cristã do Sul.  Após sua aposentadoria em 1998, Livingstone foi agraciado com o Prêmio Charles R. Darwin da American Association of Physical Anthropologists (AAPA) pelo conjunto de sua obra.  Em 2002, um simpósio foi realizado em sua homenagem na reunião anual da AAPA em Buffalo, Nova York.

## Morte
Livingstone morreu em 21 de março de 2005 em Springfield, Ohio, devido a complicações da doença de Parkinson.